# Fra me e te
Fra me e te è un singolo della cantante italiana Anna Tatangelo, pubblicato il 16 ottobre 2020 come secondo estratto dall'ottavo album in studio Anna zero.

## Descrizione
Il singolo ha visto la collaborazione del rapper italiano Gemitaiz.

## Tracce
1. Fra me e te – 3:10